# Windows Phone 8
A Windows Phone 8 a Microsoft Windows Phone termékcsaládjának tagja, amely 2012. október 29-én jelent meg. Ez a vállalat első olyan mobilos rendszere, amely nem a Windows CE-re, hanem a Windows NT-re épül.
Windows Phone 8-eszközöket a Nokia (később Microsoft Mobile), a HTC, a Samsung és a Huawei is adott ki.
2013 márciusában bejelentették, hogy a rendszert 2014. július 8-ig támogatják, azonban az időszakot végül 2016. január 12-éig meghosszabbították. A szoftver frissíthető a 8.1-es verzióra.

## Története
A Microsoft az Apollo kódnevű operációs rendszert 2012. június 20-án mutatta be. Mivel a rendszermag a Windows NT-re épül, a fejlesztők alkalmazásaikat könnyebben kompatibilissá tehetik a két verzió között.
Újdonság a nagyobb képernyőfelbontások (800×480, 1280×720, 1280×768 és 1920×1080), valamint a NFC-fizetés támogatása, továbbá a szoftver visszafelé kompatibilis a Windows Phone 7-tel és megfelelően kezeli a memóriakártyákat is. Több nagyvállalati megoldás (például BitLocker-titkosítás), valamint a privát alkalmazásbolt (programok terjesztéséhez egy cég dolgozóinak) is elérhető, emellett a rendszerfrissítések a készülékről futtathatók, telepítésükhöz nem szükséges számítógépes kapcsolat.
Mivel a Microsoft szerette volna, ha a készülékek kihasználhatják az új rendszer előnyeit, a Windows Phone 7 nem frissíthető a 8-as verzióra, ehelyett kiadták a néhány újítást (például átrendezett kezdőképernyő) tartalmazó 7.8-as frissítést.
A szoftver problémái miatt egyes vállalati újításokat (például a virtuális magánhálózatok támogatása) csak a 8.1-es verzióban valósítottak meg.

## Funkciók
Az alábbi rendszereszközöket 2012. június 20-án és október 29-én mutatták be.
Rendszermag
A Windows Phone 8 a Windows NT rendszermagjára épül, így a Windows 8-ra szánt alkalmazások egyszerűbben kompatibilissá tehetők vele, de támogatja a BitLocker-titkosítást és az NTFS-partíciókat is.
Webböngésző
A rendszer az Internet Explorer 10-zel megegyező funkcionalitású böngészőt használja.
Többfeladatosság
Elődjével ellentétben a Windows Phone 8 valódi többfeladatosságot kínál; a futó alkalmazások bizonyos körülmények között (például alacsony akkumulátortöltöttség) leállhatnak. A programok leállítása az Update 3-ban hozzáadott „X” gombbal lehetséges.
Gyermeksarok
A mód aktiválásával a kiválasztott alkalmazások a telefonon tárolt adatok módosítása nélkül futhatnak.
Szobák
A csoportos üzenetküldésre szolgáló funkcióval a kiválasztott személyek Facebook- és Twitter-hírfolyama is megtekinthető, valamint a tagoknak üzeneteket is lehet küldeni. A Microsoft bejelentette, hogy a funkciót 2015 márciusában eltávolítja.
Vezetési mód
A 2013-as frissítéstől a járművek fedélzeti számítógépével való párosítás aktiválja a vezetés közbeni használatra szánt felületet.
Adathasználati korlátozás
Az eredetileg csak a Verizon előfizetőinek, később pedig bárkinek elérhető funkció a beállított limit elérésekor korlátozza a mobilinternet elérhetőségét.
NFC és mobiltárca
A mobilfizetést először az Orange tette lehetővé. A funkcióval a rögzített bank- és hitelkártyák az alkalmazásboltban is használhatóak.
Szinkronizáció
Az adatok szinkronizációja a Zune alkalmazást felváltó Windows Phone App segítségével lehetséges, amely Windows 8-ra, Windows RT-re, valamint MacOS-re érhető el (a Windows Phone 7-tel csak a MacOS-re szánt verzió kompatibilis; más esetekben a Zune használható).
Mivel a Windows Phone 8 rendszerű telefonok MTP-eszközként jelennek meg, a médiakezelő alkalmazások is felismerik őket. Számítógépre maximum négy gigabyte nagyságú videók vihetők át.
Egyéb
- Az Xbox SmartGlass lehetővé teszi az Xbox 360 konzolok Windows Phone, iOS, valamint Android rendszerű telefonról történő irányítását
- Az Xbox Music+Video szolgáltatás lehetővé teszi a megvásárolt dalok, az Xbox Video pedig a megvásárolt videók telefonon történő lejátszását
- Natív C++-támogatás
- Az alkalmazások a Microsoft Push Notification Service segítségével értesítéseket küldhetnek
- Egyszerűsített kompatibilitás a Windows 8-alkalmazásokkal
- Távoli hozzáférés
- A VoIP és videóchat funkcionalitás integrálása a telefonalkalmazásba
- Számítógépes szinkronizáció nélküli frissítés
- Minimum 36 hónap támogatás
- A külső fejlesztők új funkciókat adhatnak a kamerához
- Képernyőkép készítése
- A héber nyelv támogatása az izraeli készülékeken[21]

## Hardver
| CPU          | Snapdragon S4/Snapdragon 800 (Update 3) |
| Memória      | 512 MB RAM WVGA felbontáshoz, 1 GB a 720p-hez |
| Tárhely      | 4 GB flashmemória |
| Navigáció    | GPS, AGPS (a GLONASS opcionális) |
| Csatlakozók  | Micro-USB 2.0 és 3,5 mm-es fejhallgató-csatlakozó |
| Kamera       | Autófókuszt támogató hátlapi kamera (a LED vagy Xeon vaku opcionális); opcionálisan előlapi kamera, mindkettő legalább VGA felbontással; hardveres kamera gomb |
| Érzékelők    | Gyorsulás-, környezetifény- és közelségérzékelő, valamint vibrációs motor (opcionálisan magnetométer és giroszkóp)                                             |
| Kommunikáció | Bluetooth, valamint 802.11b/g WiFi (opcionálisan 802.11n) |
| Grafika      | Hardveres Direct3D-támogatás |
| Kijelző      | Legalább négyujjas érintést támogató |

## Fogadtatása
A rendszer általánosságban pozitív értékeléseket kapott, de többen kritizálták a szűk alkalmazáskínálatot. Brad Molen, az Engadget szerzője elismerően nyilatkozott a Windows 8-cal való kompatibilitásról és az NFC-támogatás fejlesztéséről, de a Windows Phone Store kínálatát hiányosnak találta. A Verge a szoftvert 7,9/10 pontra értékelte; szerintük „Redmond az egyik legmeggyőzőbb ökoszisztémát mutatta be”, de hiányolták az értesítési központot. A Wired pozitívan értékelte a Windows Phone 7-ből hiányzó funkciók beépítését, de ők is kritizálták az alkalmazáskínálatot.

### Használati statisztikák
Az IDC 2013. évi első negyedéves jelentése szerint a Windows Phone 8 piaci részesedése 3,2%-ra nőtt, így a BlackBerry OS-t megelőzve a harmadik legnépszerűbb mobilos operációs rendszer. A Kantar jelentése szerint egy év elteltével a részesedés az USA-ban 4,8%-ra, Európában pedig 10,2%-ra nőtt. A Gartner hasonló felmérése szerint 2013 harmadik negyedévében az arány 123%-kal, 3,6%-ra nőtt.
Az IDC 2014. évi első negyedévi jelentése szerint a használat visszaesett 2,7%-ra.

## Fordítás
- Ez a szócikk részben vagy egészben  a   Windows Phone 8 című angol Wikipédia-szócikk ezen változatának fordításán alapul.  Az eredeti cikk szerkesztőit annak laptörténete sorolja fel. Ez a jelzés csupán a megfogalmazás eredetét és a szerzői jogokat jelzi, nem szolgál a cikkben szereplő információk forrásmegjelöléseként.